# 麻田貞雄
麻田 貞雄（あさだ さだお、1936年1月29日 - 2019年2月4日）は、日本の歴史学者。同志社大学名誉教授。専門はアメリカ外交史・日米関係史。

## 略歴
京都市に生まれる。同志社中学校・高等学校を経て、1958年にカールトン・カレッジを歴史学専攻で卒業した。1960年にイェール大学大学院修士課程、1963年に同大学院博士課程を修了、Ph.D（歴史学）の学位を取得した。
同志社大学アメリカ研究所研究員（1963-64年）、同講師（1964-67年）、同助教授（1967-72年）を経て、1972年より同志社大学法学部助教授、教授を歴任し、2006年に定年退官した。
『両大戦間の日米関係』で1994年度・第12回吉野作造賞を受賞。研究を通じ太平洋戦争末期の原爆投下の政治的・軍事的な意義を重要視する評価をしており、この解釈に異論を唱えた長谷川毅と激しい論争を行っている。
2019年2月4日、インフルエンザにより京都市左京区の自宅で死去した。83歳没。

## 著書

### 単著
- 『両大戦間の日米関係―海軍と政策決定過程』（東京大学出版会, 1993年）
- From Mahan to Pearl Harbor: American Strategic Theory And the Rise of the Imperial Japanese Navy, (Naval Institute Press, 2006).
- Culture Shock and Japanese-American Relations: Historical Essays, (University of Missouri Press, 2007).
- 『リベラル・アーツへの道――アメリカ留学とその後』（晃洋書房, 2008年）

### 編著
- International Studies in Japan : a Bibliographic Guide, （日本国際政治学会, 1988年）
- Japan the World, 1853-1952: A Bibliographic Guide to Japanese Scholarship in Foreign Relations,(Columbia University Press, 1989).

### 訳書
- ウォルドー・ハインリックス 『日米外交とグルー』（原書房, 1969年）
  - 増訂版『グルー大使と日米外交』（グルー基金, 2000年）
- C・V・ウッドワード編 『アメリカ史の新観点――比較史的こころみ』（南雲堂（上・下）, 1976年）
- アルフレッド・マハン 『アメリカ古典文庫(8) アルフレッド・セイヤー・マハン』（編訳、研究社, 1977年）
  - 改訂版『マハン海上権力論集』（講談社学術文庫, 2010年）
- アラン・M・ウィンクラー 『アメリカ人の核意識――ヒロシマからスミソニアンまで』（ミネルヴァ書房, 1999年）
- イアン・ニッシュ編 『欧米から見た岩倉使節団』（ミネルヴァ書房, 2002年）

## 論文

### 雑誌論文
- "Japan's‘Special Interests’and the Washington Conference, 1921-22," The America Historical Review 67:1 (1962) .
- 「1920年代におけるアメリカの日本像――『イメージ研究』の一試論」『同志社アメリカ研究』2号（1965年）
- 「アメリカの対日観と『ワシントン体制』」『国際政治』34号（1967年）
- 「冷戦の起源と修正主義研究――アメリカの場合」『国際問題』170号（1974年）
- "The Revolt against the Washington Treaty: The Imperial Japanese Navy and Naval Limitaions, 1921-1927," The Naval War College Review, 46 (1993).
- "From Washington to London: The Imperial Japanese Navy and the Politics of Naval Limitation," Diplomacy and Statecraft, 4:3 (1993).
- 「『パクス・アメリカーナ』論――定義のための覚書」『同志社アメリカ研究 別冊』14号（1995年）
- "The Shock of the Atomic Bomb and Japan's Decision to Surrender: A Reconsideration," Pacific Historical Review, November 67 (1998).
- 「ワシントン海軍軍縮の政治過程――ふたりの加藤をめぐって」『同志社法学』49巻3号（1998年）
- "Between the Old Diplomacy and the New, 1918–1922: The Washington System and the Origins of Japanese-American Rapprochement," Diplomatic History, vol. 30, no. 2 (2006).
- 「『原爆外交説』批判――"神話"とタブーを超えて（1949-2009年）」『同志社法学』60巻6号（2009年）
- 「『平和の使徒』としての加藤友三郎――その歴史的評価」『同志社法学』63巻3号（2011年）

### 単行本所収論文
- 「モンロー宣言からトルーマン・ドクトリンへ」佐伯彰一編『講座アメリカの文化(5)アメリカとヨーロッパ――離脱と回帰』（南雲堂, 1970年）
- 「日本海軍と対米政策および戦略」細谷千博ほか編『日米関係史 開戦に至る10年――1931-1914年 第2巻 陸海軍と経済官僚』（東京大学出版会, 1971／新装版, 2000年）
- "The Japanese Navy and the United States," in Dorothy Borg and Shunpei Okamoto, eds., Pearl Harbor as History: Japanese-American Relations, 1931-1941, (Columbia University Press, 1973).
- 「日米関係と移民問題」斎藤眞編『日本とアメリカ 比較文化論(2)デモクラシーと日米関係』（南雲堂, 1973年）
- 「日米関係のイメージ（戦前）」三輪公忠編『日本の社会文化史総合講座(7)――世界の中の日本』（講談社, 1974年）
- 「ワシントン会議をめぐる日米の政策決定過程の比較」細谷千博・綿貫譲治編『対外政策決定過程の日米比較』（東京大学出版会, 1977年）
- "Japanese Admirals and the Politics of Naval Limitation: Kato Tomosaburo vs. Kato Kanji," in Arthur Jacob Marder and Gerald Jordan, eds., Naval Warfare in the Twentieth Century, 1900-1945, (Crane Russak & Co, 1977).
- 「日本海軍と軍縮――対米政策をめぐる政治過程」細谷千博・斎藤眞編『ワシントン体制と日米関係』（東京大学出版会, 1978年）
- "Japanese Perceptions of the A-Bomb-Decision, 1945-1980," in Joe C. Dixon ed., The American Military and the Far East, (United States Air Force Academy and Office of Air Force History, 1980).
- 「ワシントン会議と日本の対応――『旧外交』と『新外交』のはざま」入江昭・有賀貞編『戦間期の日本外交』（東京大学出版会, 1984年）
- "The Japanese decision to move south," in Robert Boyce and Esmonde M. Robertson, eds., Paths to war: New Essays on The Origins of The Second World War , (St. Martin's Press, 1989)
- 「きのこ雲と国民心理――原爆投下をめぐる日米意識のギャップ、1945-92年」上智大学アメリカ・カナダ研究所編『アメリカと日本』（彩流社, 1993年）
- "The Mushroom Cloud and National Psyches: Japanese and American Perceptions of the A-Bomb Decision, 1945-1995," in Laura Hein and Mark Selden eds., Living with the Bomb: American and Japanese Cultural Conflicts in the Nuclear Age, (M.E. Sharpe, 1997).
- 「原爆投下の衝撃と降服の決定」細谷千博・入江昭・後藤乾一・波多野澄雄編『太平洋戦争の終結――アジア・太平洋の戦後形成』（柏書房, 1997年）

## 門下生
- 柴山太
- 川崎剛
- 村田晃嗣 - 追悼論集『外交と戦略』（彩流社、2023年）を編
- 寺田貴
- 小谷哲男